# الشبكة الوطنية للاتصالات عن بعد للتقانة والتعليم والبحوث
الشبكة الوطنية للاتصالات عن بعد للتقانة والتعليم والبحوث، يُختصى إلى ريناتير (RENATER، من اسمها الفرنسي Réseau national de télécommunications pour la technologie, l'enseignement et la recherche)، هي شبكة حاسوب فرنسية تربط بين مختلف الجامعات ومراكز البحوث المختلفة في فرنسا وفي مقاطعات ما وراء البحار. وقد أقيمت في عام 1992.

## المبدأ
ريناتير هي شبكة للمصلحة العامة وافق على إنشائها أمر حرر بتاريخ 27 يناير 1993، وأعضاؤها هم المنظمات البحثية الرئيسية: CNRS، CPU، CEA، INRIA, CNES, INRA, INSERM, ONERA, CIRAD, CEMAGREF, IRD, BRGM ، كذا وزارة التربية الوطنية ووزارة التعليم العالي والبحث. ريناتير يدير أيضا نقطة تبادل المعلومات SFINX، وله صلات مع CERN والمشاريع البحثية. وهي شبكة تربط بين أكثر من 1000 من المواقع عن طريق سرعة نقل عالية جداً (اتصالات تصل إلى 10 جيجابت/ثانية، قلب الشبكة يدار بتدفق 80 جيجابايت/ثانية في محافظة باريس) ومن IPv4 وIPv6 الأصلي. ريناتير متصل بالشبكة الأوروبية GEANT (من خلال وصلة 10 جيجابت/ثانية). وهو أيضا متصل بالإنترنت في فرنسا (SFINX عن طريق 10*2 جيجابايت/ثانية)، والعالم عبر وصلتين IP من باريس وليون.

## وصلات خارجية
- الموقع الرسمي - بالفرنسية